# Сен-Реми-де-Шодз-Эг
Сен-Реми́-де-Шодз-Эг (фр. Saint-Rémy-de-Chaudes-Aigues, окс. Sant Rémy de Chaudes Aigues) — коммуна во Франции, находится в регионе Овернь. Департамент — Канталь. Входит в состав кантона Шодз-Эг. Округ коммуны — Сен-Флур.
Код INSEE коммуны — 15209.
Коммуна расположена приблизительно в 460 км к югу от Парижа, в 115 км южнее Клермон-Феррана, в 50 км к востоку от Орийака.

## Население
Население коммуны на 2008 год составляло 117 человек.
| 1962 | 1968 | 1975 | 1982 | 1990 | 1999 | 2008 |
| ---- | ---- | ---- | ---- | ---- | ---- | ---- |
| 141  | 180  | 153  | 142  | 132  | 118  | 117  |

## Администрация
| Период | Период | Фамилия        | Партия        | Примечания |
| ------ | ------ | -------------- | ------------- | ---------- |
| 2001   | 2008   | Альбер Пиньоль |               |            |
| 2008   |        | Виталь Жандр   | Разные правые |            |

## Экономика

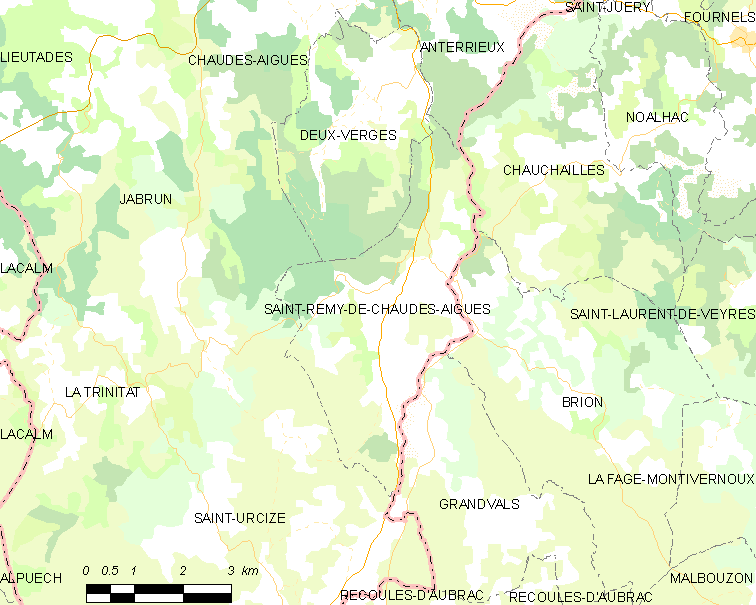
Карта коммуны

В 2007 году среди 63 человек в трудоспособном возрасте (15—64 лет) 48 были экономически активными, 15 — неактивными (показатель активности — 76,2 %, в 1999 году было 67,2 %). Из 48 активных работали 47 человек (28 мужчин и 19 женщин), безработной была 1 женщина. Среди 15 неактивных 1 человек был учеником или студентом, 9 — пенсионерами, 5 были неактивными по другим причинам.

## Достопримечательности
- Церковь Сен-Реми (XII век). Памятник истории с 1963 года[3]